# القرين (دوعن)

تعديل مصدري - تعديل

القُرَين هي إحدى قرى عزلة صيف بمديرية دوعن التابعة لمحافظة حضرموت، بلغ تعداد سكانها 814 نسمة حسب تعداد اليمن لعام 2004.